# Виланова (Бриндизи)
Виланова (итал. Villanova) је насеље у Италији у округу Бриндизи, региону Апулија.
Према процени из 2011. у насељу је живело 360 становника. Насеље се налази на надморској висини од 4 м.